# 生田区
生田区（いくたく）は、かつて兵庫県神戸市に存在した区である。現在の中央区西部に当たる。旧生田川、すなわちフラワーロードを境に西側が旧生田区の区域である。ただし、ポートアイランドは全域が飛地として生田区に属していた。
神戸市中央区生田町は、生田区ではなく葺合区にあった。郵便番号は650。

## 概要
1896年（明治29年）、神戸市に設置された6区のうちに湊東区と神戸区が設置されたが、当時は行政区ではなく、地域を表す呼称の扱いだった。1931年（昭和6年）、両区は区域をそのままに行政区となり、1945年（昭和20年）の大空襲後の区域再編で荒田地区の一部以外の湊東区と神戸区が合併して生田区が誕生した。区名の由来は、上述の旧・生田川ではなく、生田神社（生田の森）を中心とする生田裔神八社が点在する区域であることにある。
生田区役所は、四宮神社の西にあった。建物自体はのちに兵庫県が買い上げて「神戸総合庁舎」へ改称し、現在は神戸県民センター神戸農林振興事務所が入居している。
1980年（昭和55年）に区域再編がなされ、生田区は葺合区と統合して中央区となり、消滅した。ただし、当時の名残で中央区を管轄する警察署は現在でも葺合警察署と生田警察署に分かれている（神戸水上警察署の管轄区域を除く）。

## 歴史

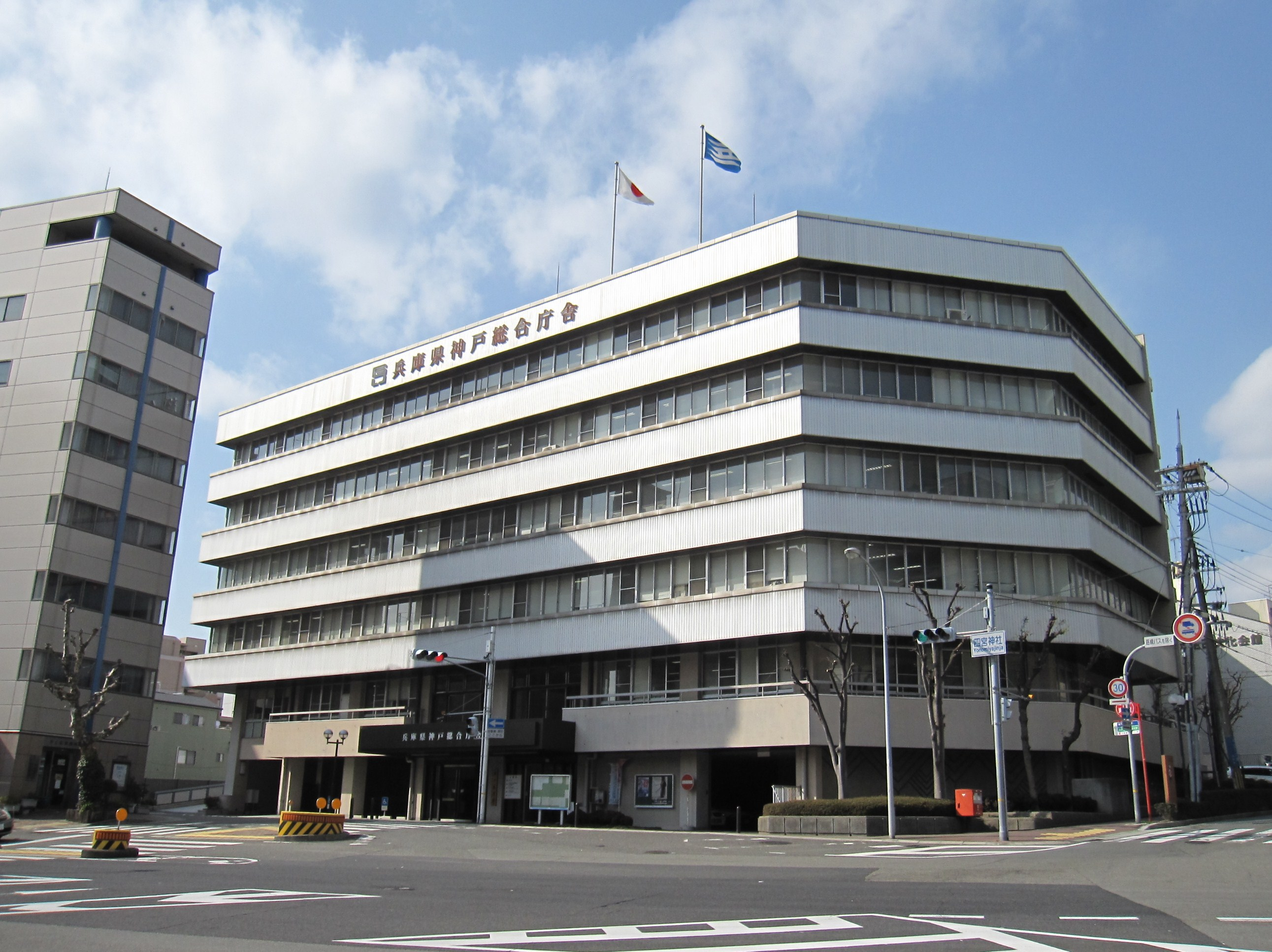
兵庫県神戸総合庁舎（旧生田区役所）

- 1945年（昭和20年）5月1日 - 行政区の再編により、神戸区および湊東区の一部（古湊通1～2丁目・中町通1～4丁目・多聞通1～6丁目・橘通1～4丁目・上橘通・楠町・相生町・東川崎町）の区域に本区を設置。
- 1946年（昭和21年）7月7日 - 橘通りに存在した神戸拘置所から収容者49人が脱走。同年10月21日、神戸拘置所が兵庫区菊水町（神戸刑務所が転出した跡地）に移転する[1]。
- 1947年（昭和22年）6月11日 - 昭和天皇が生田区に行幸（昭和天皇の戦後巡幸）。大阪商船ビルディング屋上から神戸港の戦災状況、機雷掃海後の海運状況を視察する[2]。
- 1980年（昭和55年）12月1日 - 生田区・葺合区の区域に中央区を設置。同日生田区廃止。

## 人口
- 1945年　 27,781
- 1947年　 55,435
- 1950年　 68,927
- 1955年　 81,540
- 1960年　 85,386
- 1965年　 76,938
- 1970年　 63,398
- 1975年　 57,076
- 1980年　 51,813

## 交通
1980年・合区直前の時点で現存していたもの。神戸市営地下鉄と神戸新交通ポートアイランド線は未開業。
- 日本国有鉄道 元町駅、神戸駅
  - 国鉄三ノ宮駅は、プラットホームの一部はフラワーロードをまたぐようにして設置されており、西口はフラワーロードの西側にあることから生田区と葺合区にまたがっていたが、駅長室が中央口・東口側にあり、葺合区に所在するものとして扱われていた。
- 阪急電鉄 三宮駅
- 阪神電気鉄道 元町駅
- 神戸高速鉄道 花隈駅、西元町駅、高速神戸駅
- 阪神高速道路3号神戸線
- 国道2号、国道28号